# Dille & Kamille
Dille & Kamille is een Nederlandse winkelketen, gespecialiseerd in een combinatie van voedsel, keukengerei, servies, zeep, planten, brocante meubelen en praktische huisartikelen. De keten werd opgericht door Freek Kamerling en de eerste vestiging werd in 1974 geopend in een werfkelder aan de Utrechtse Oudegracht.
In 2025 kende de keten een aantal van 28 vestigingen in Nederland, vijftien in België en acht in Duitsland.